# 4-те об'єднане тактичне авіаційне командування НАТО
Четверте об'єднане тактичне авіаційне командування, 4 ОТАК (англ. Fourth Allied Tactical Air Force, 4 ATAF) — військове формування НАТО у складі Об'єднаних Повітряних Сил Центральної Європи. Завданням 4 ОТАК було надання авіаційної підтримки Центральній Групі армій НАТО. Під управлінням 4 ОТАК знаходилися всі літаки, дислоковані в зоні її відповідальності, літаки, що направляються для його підкріплення, а також наземні радарні станції, війська ППО та аеродроми.

## Історія
Четверте об'єднане тактичне авіаційне командування було утворено в 1951 році. Зона його відповідальності охоплювала території колишньої американської окупаційної зони Німеччини — землі Гессен, Рейнланд-Пфальц, Баварія і частину території землі Баден-Вюртемберг, в яких дислокувалися сили ЦЕНТАГ. Командувачем 4 ОТАК призначався американський генерал-майор. Котрий також виконував функції командувача Сімнадцятої американської повітряної армії (англ. Seventeenth Air Force), що дислокувалася на південному заході Федеративної Республіки Німеччина, Штаб 4 ОТАК розташовувався у місті Гайдельберг. У разі війни, згідно з інструкцією, він переносився в бункер 4 ОТАК в районі міста Кіндсбах. У 1985 році у місті Руппертсвайлер розпочалося будівництво постійного штабу воєнного часу.
В структуру 4 ОТАК входили американські сімнадцята повітряна армія і 32-е командування протиповітряної оборони, Канадська повітряна група і дві дивізії ВПС ФРН Люфтваффе, а також радарні станції та підрозділи ППО ВПС США і ФРН.
У разі необхідності, 4 ОТАК могло бути посилено підрозділами Третьої (Велика Британія), Восьмої (бомбардувально-розвідувальна), Дев'ятої (сили негайного реагування) і Дванадцятої (підкріплення другого ешелону) американських повітряних армій, а також Королівських Канадських Військово-повітряних сил і ВПС Франції. У разі війни, 4 ОТАК налічувало б близько 600 літаків.
4 ОТАК було розформовано 30 червня 1993. Його функції були передані Об'єднаним Повітряним Силам Центральної Європи.

## Склад 4 ОТАК воєнного часу станом на 1989 рік
- Штаб 4 ОТАК, Гайдельберг, ФРН
- Оперативний центр протиповітряної оборони, Маастрихт, Нідерланди
  - Секторний оперативний центр 3 (англ. SOC 3), авіабаза Земба
    - 1-й батальйон 32-го полку зв'язку Люфтваффе, контрольно-координаційний центр, Берфінк
    - 2-й батальйон 32-го полку зв'язку Люфтваффе, контрольно-координаційний центр, Лауда-Кенігсхофен
    - 4-й батальйон 32-го полку зв'язку Люфтваффе, Лауда-Кенігсхофен, 12 передових мобільних радарних станцій на кордоні ФРН.

- - Секторний оперативний центр 4 (англ. SOC 4), Месштеттен
    - 1-й батальйон 31-го полку зв'язку Люфтваффе, контрольно-координаційний центр, Месштеттен
    - 2-й батальйон 31-го полку зв'язку Люфтваффе, контрольно-координаційний центр, Фрайзінг

### Сімнадцята повітряна армія ВПС США, АвіабазаЗемба, ФРН

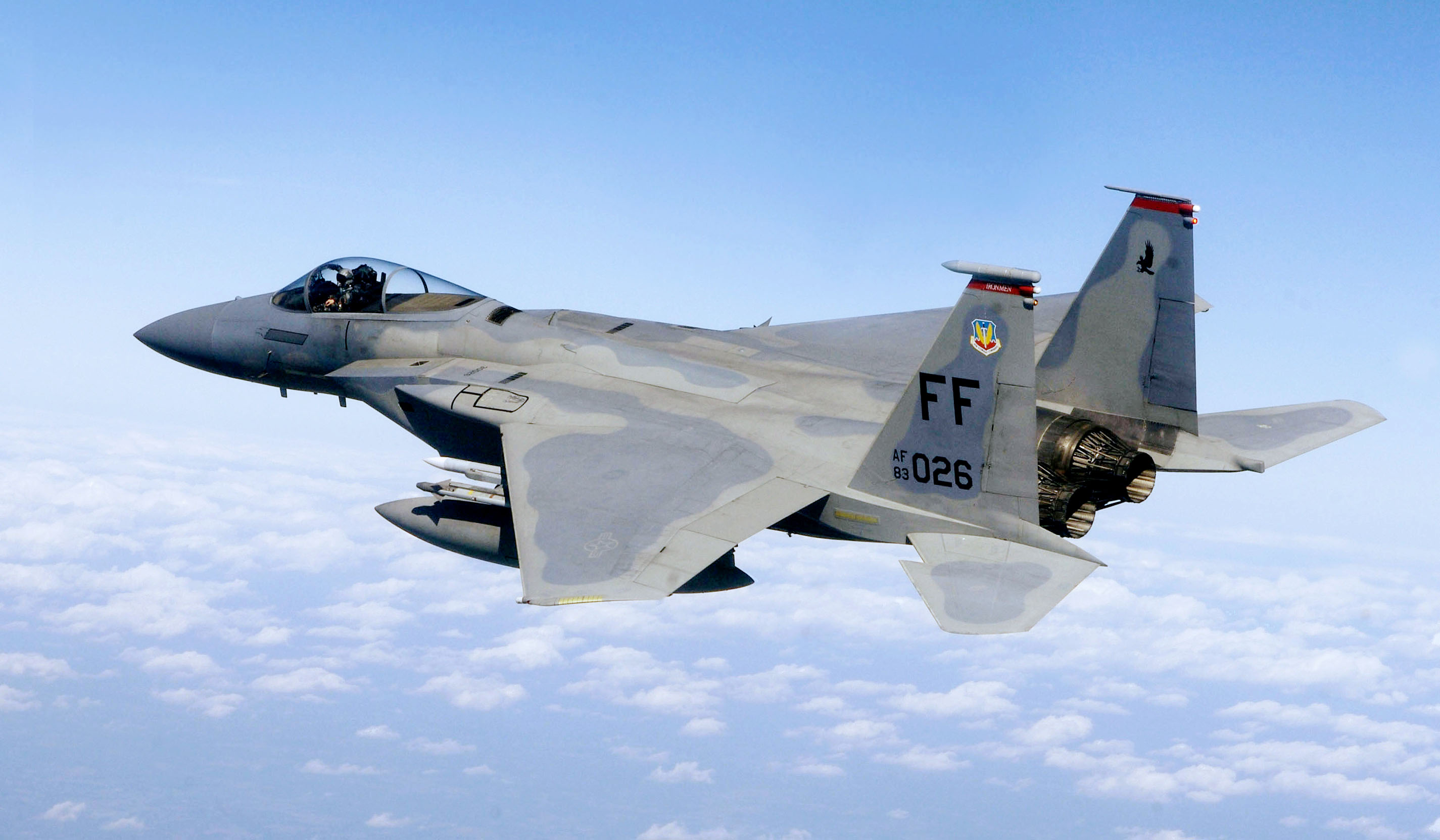
Винищувач McDonnell Douglas F-15 Eagle

- - 36-е тактичне винищувальне авіакрило, авіабаза Бітбург, ФРН
    - 22-я тактична винищувальна ескадрилья, 24  F-15C
    - 53-тя тактична винищувальна ескадрилья, 24  F-15C
    - 525-я тактична винищувальна ескадрилья, 24  F-15C

- - 50-е тактичне винищувальне авіакрило, авіабаза Гунсрюк, ФРН
    - 10-а тактична винищувальна ескадрилья, 24  F-16C Block 25
    - Триста тринадцятого тактична винищувальна ескадрилья, 24  F-16C Block 25
    - 496-а тактична винищувальна ескадрилья, 24  F-16C Block 25

- - 52-е тактичне винищувальне авіакрило, авіабаза  Спангдалем, ФРН
    - 23-я тактична винищувальна ескадрилья, 24  F-16C Block 25
    - 81-а тактична винищувальна ескадрилья, 24  F-4G Wild Weasel V
    - 480-а тактична винищувальна ескадрилья, 24  F-16C Block 25
    - 481-а тактична винищувальна ескадрилья, 24  F-16C Block 25

- - 86-е тактичне винищувальне авіакрило, авіабаза  Рамштайн, ФРН
    - 512-а тактична винищувальна ескадрилья, 24  F-16C Block 30
    - 526-а тактична винищувальна ескадрилья, 24  F-16C Block 30

- - 26-е тактичне розвідувальне авіакрило, авіабаза Цвайбрюккен, ФРН
    - 38-я тактична винищувальна ескадрилья, 20  RF-4C

- 32 -е Командування ППО, Швайнфурт, ФРН 
  - 10-а артилерійська бригада ППО, Дармштадт
    - 3-й батальйон 52-го артилерійського полку ППО, Вільдфлеккен, 24 MIM-23 Hawk
    - 2-й батальйон 52-го артилерійського полку ППО, Ханау, 48 MIM-104 Patriot
    - 4-й батальйон 52-го артилерійського полку ППО, Гіссен, 48 MIM-104 Patriot

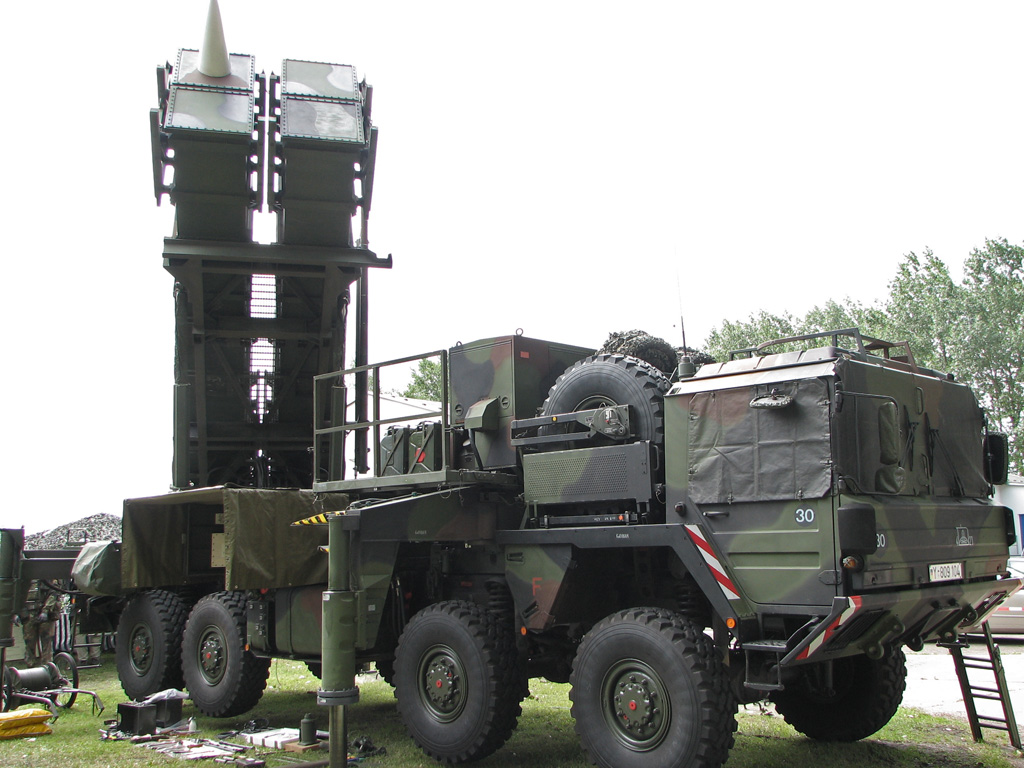
ЗРК MIM-104 Patriot

- - 69-а артилерійська бригада ППО, Вюрцбург
    - 3-й батальйон 60-го артилерійського полку ППО, Графенвёр, 24 MIM-23 Hawk
    - 6-й батальйон 52-го артилерійського полку ППО, Вюрцбург, 48 MIM-23 Hawk
    - 6-й батальйон сорок третього артилерійського полку ППО, Ансбах, 48 MIM-104 Patriot
    - 8-й батальйон сорок третього артилерійського полку ППО, Гібельштадт, 48 MIM-104 Patriot

- - 94-а артилерійська бригада ППО, Кайзерслаутерн
    - 1-й батальйон 7-го артилерійського полку ППО, Кайзерслаутерн, 48 MIM-104 Patriot
    - 3-й батальйон 44-го артилерійського полку ППО,  Рамштайн, MIM-72 Chaparral, M163 VADS, FIM-92 Stinger
    - 4-й батальйон 1-го артилерійського полку ППО, Хопштедтен-Вайерсбах, 24 MIM-23 Hawk

- - 108-а артилерійська бригада ППО, авіабаза Спангдалем
    - 1-й батальйон 1-го артилерійського полку ППО, Мангейм, 24 MIM-23 Hawk
    - 4-й батальйон 7-го артилерійського полку ППО, Дексхайм, 24 MIM-104 Patriot
    - 5-й батальйон 7-го артилерійського полку ППО, Спангдалем, 48 MIM-104 Patriot
    - 5-й батальйон 44-го артилерійського полку ППО, Спангдалем, MIM-72 Chaparral, M163 VADS, FIM-92 Stinger

### ВВС Федеративної Республіки Німеччина (Люфтваффе)
- 1-а дивізія Люфтваффе, Фюрстенфельдбрук
  - Авіабаза  Бремгартен
    - 51-й Розвідувальний авіаполк, 2 ескадрильї  RF-4E по 15 машин

- - Авіабаза Лехфельд
    - 32 Винищувально-бомбардувальний авіаполк, 2 ескадрильї  «Торнадо» IDS по 16 машин, 6  «Торнадо» IDS  в резерві

- - Авіабаза Айфель

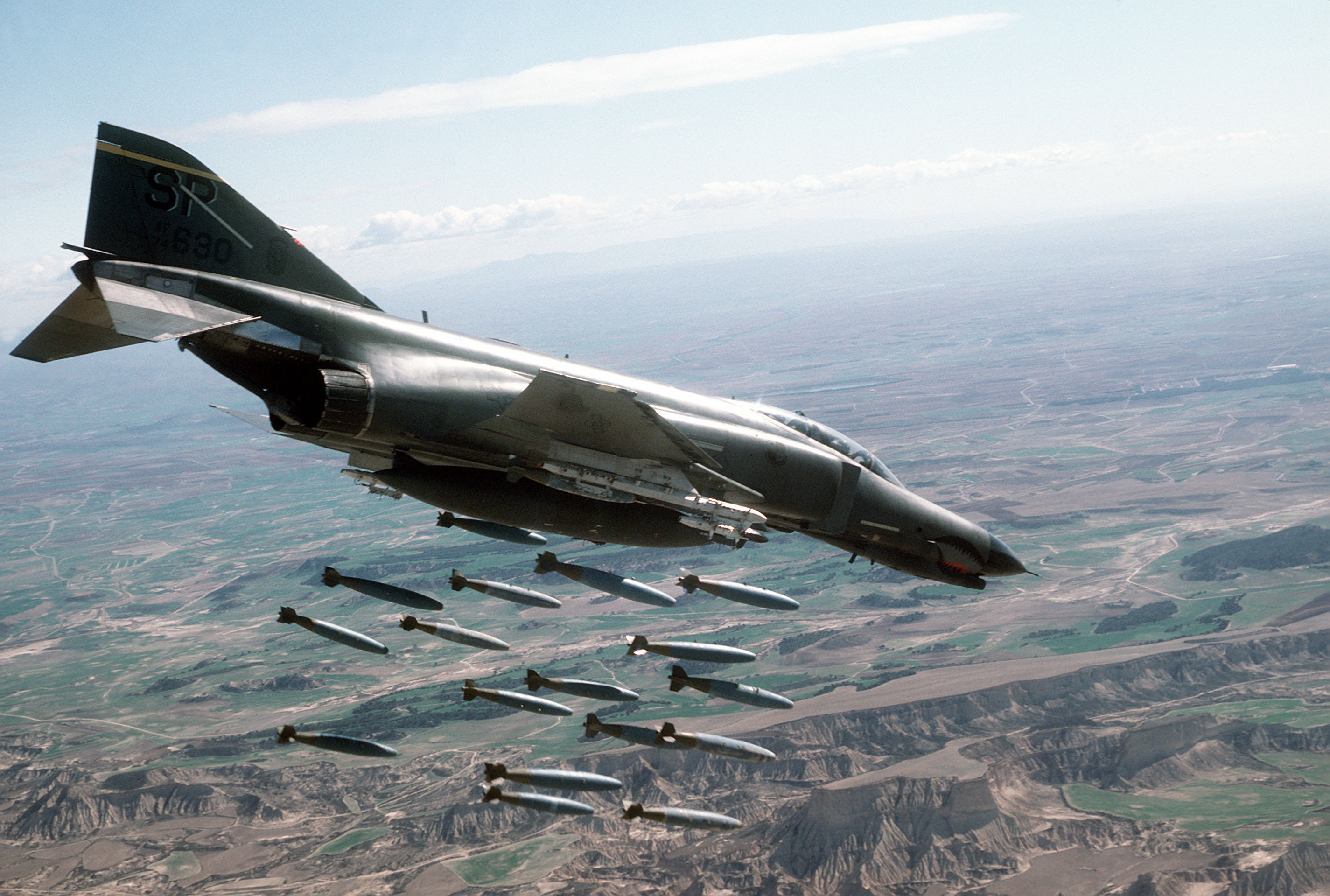
McDonnell Douglas F-4 Phantom II

    - Носії тактичної ядерної зброї, 2 ескадрильї  «Торнадо» IDS по 16 машин, 6  «Торнадо» IDS  в резерві

- - Авіабаза  Меммінген
    - Носії тактичної ядерної зброї, 2 ескадрильї  «Торнадо» IDS по 16 машин, 6  «Торнадо» IDS  в резерві

- - Авіабаза  Пфердсфельд
    - Носії тактичної ядерної зброї, 2 ескадрильї  F-4F по 15 машин, 4  F-4F в резерві

- - Авіабаза Лайпхайм
    - Носії тактичної ядерної зброї, 1-я ескадрилья з 18  Alpha Jet розгорнута для відпрацювання застосування озброєння на авіабазі Бежа, Португалія

- - Авіабаза Фюрстенфельдбрук
    - Носії тактичної ядерної зброї, 2 ескадрильї  Alpha Jet по 18 машин, 24  Alpha Jet в резерві (в тому числі 18 машин для 2- ї ескадрильї Носів тактичної ядерної зброї)

- 2-а дивізія Люфтваффе, Біркенфельд
  - Авіабаза  Нойбург
    - Носії тактичної ядерної зброї , 2 ескадрильї  F-4F по 15 машин, 4  F-4F в резерві

- - 4-е ракетне командування ППО, Ліх
    - 21-е ракетне крило ППО, Менезе, 6 ескадронів MIM-104 Patriot: 1 командний пункт, 1 радарна станція, 8 пускових установок кожен
    - 38-е ракетне крило ППО, Бурбах, 4 ескадрону MIM-23 Hawk по 6 ПУ
    - 42-а ракетна група ППО, Гессен, 42 ЗРК  «Роланд»: прикриття авіабаз Рейн-Майн, Семба, Нёрвеніш, Пфердсфельд і Бюхель, а також авіаційної станції Ліндсі

- - 5-е ракетне командування ППО, Ердінг
    - 23-е ракетне крило ППО, Манхинг, 6 ескадронів MIM-104 Patriot: 1 командний пункт, 1 радарна станція, 8 пускових установок кожен
    - 32-е ракетне крило ППО, Фрайзінг, 4 ескадрону MIM-23 Hawk по 6 ПУ
    - 34-е ракетне крило ППО, Роттенбург-ан-дер-Лаабер, 4 ескадрону MIM-23 Hawk по 6 ПУ

- - 6-е ракетне командування ППО, Ленгріс
    - 22-е ракетне крило ППО,  Пенцінге, 6 ескадронів  MIM-104 «Петріот»: 1 командний пункт, 1 радарна станція, 8 пускових установок кожен
    - 33-е ракетне крило ППО, Ленгріс, 4 ескадрону MIM-23 Hawk по 6 ПУ
    - 43-е ракетна група ППО, Лайпхайм, 26 ЗРК  «Роланд»: прикриття авіабаз Лехфельд, Меммінген, Ердінг, Нойбург і Бремгартен

### Королівські Канадські ВПС
- 1-а канадська авіаційна група, «База Канадських сил Баден-Золінген», Райнмюнстер
  - 409-а тактична винищувальна ескадрилья, 18  CF-18
  - 421-а тактична винищувальна ескадрилья, 18  CF-18
  - 439-а тактична винищувальна ескадрилья, 18  CF-18

У разі необхідності, Королівські Канадські Військово-повітряні могли отримати підкріплення у складі 416-ї і 414-ї тактичних винищувальних ескадрилей з бази «Cold Lake», а також 425-ї і 433-ї з бази Ла-Бе в складі 18  CF-18 кожна